# Vicariato apostólico de Tucupita
El vicariato apostólico de Tucupita (en latín: Vicariatus Apostolicus Tucupitensis) es una circunscripción eclesiástica de la Iglesia católica en Venezuela. Se trata de un vicariato apostólico latino, inmediatamente sujeto a la Santa Sede (está agregado a la provincia eclesiástica de la arquidiócesis de Ciudad Bolívar). Desde el 7 de abril de 2015 su vicario apostólico es el obispo Ernesto José Romero Rivas, de la Orden de los Hermanos Menores Capuchinos.

## Territorio y organización
El vicariato apostólico tiene 40 200 km² y extiende su jurisdicción sobre los fieles católicos de rito latino residentes en el estado Delta Amacuro.
La sede del vicariato apostólico se encuentra en la ciudad de Tucupita, en donde se halla la Catedral de la Divina Pastora.
En 2022 en el vicariato apostólico existían 4 parroquias.

## Historia
El vicariato apostólico fue erigido el 30 de julio de 1954 mediante la bula Crescit in dies del papa Pío XII, obteniendo el territorio del vicariato apostólico de Caroní.

## Estadísticas
Según el Anuario Pontificio 2023 el vicariato apostólico tenía a fines de 2022 un total de 155 000 fieles bautizados.
| Año                                                                             | Población            | Población | Población      | Sacerdotes | Sacerdotes    | Sacerdotes    | Bautizados por sacerdote | Diáconos permanentes | Religiosos | Religiosos | Parroquias |
| Año                                                                             | Bautizados católicos | Total     | % de católicos | Total      | Clero secular | Clero regular | Bautizados por sacerdote | Diáconos permanentes | Varones    | Mujeres    | Parroquias |
| ------------------------------------------------------------------------------- | -------------------- | --------- | -------------- | ---------- | ------------- | ------------- | ------------------------ | -------------------- | ---------- | ---------- | ---------- |
| 1959                                                                            | 34 000               | 37 000    | 91.9           | 13         |               | 13            | 2615                     |                      | 16         | 18         | 4          |
| 1968                                                                            | 36 460               | 39 500    | 92.3           | 10         |               | 10            | 3646                     |                      | 13         | 24         | 6          |
| 1976                                                                            | 40 380               | 49 920    | 80.9           | 9          |               | 9             | 4486                     | 2                    | 14         | 18         | 5          |
| 1980                                                                            | 55 000               | ?         | ?              | 9          |               | 9             | 6111                     |                      | 12         | 18         | 5          |
| 1990                                                                            | 63 000               | 72 200    | 87.3           | 8          | 2             | 6             | 7875                     | 1                    | 17         | 19         | 6          |
| 1999                                                                            | 100 000              | 118 000   | 84.7           | 7          |               | 7             | 14 285                   |                      | 22         | 16         | 4          |
| 2000                                                                            | 90 000               | 105 820   | 85.1           | 7          |               | 7             | 12 857                   |                      | 21         | 15         | 4          |
| 2001                                                                            | 90 000               | 105 820   | 85.1           | 8          |               | 8             | 11 250                   |                      | 21         | 11         | 4          |
| 2002                                                                            | 95 000               | 124 043   | 76.6           | 7          |               | 7             | 13 571                   |                      | 16         | 12         | 4          |
| 2003                                                                            | 95 000               | 124 043   | 76.6           | 7          |               | 7             | 13 571                   |                      | 18         | 13         | 4          |
| 2004                                                                            | 95 000               | 124 043   | 76.6           | 7          |               | 7             | 13 571                   |                      | 18         | 11         | 4          |
| 2010                                                                            | 104 000              | 136 000   | 76.5           | 11         | 1             | 10            | 9454                     | 1                    | 18         | 14         | 4          |
| 2014                                                                            | 121 800              | 170 500   | 71.4           | 10         | 1             | 9             | 12 180                   |                      | 18         | 13         | 4          |
| 2017                                                                            | 141 800              | 154 000   | 92.1           | 10         | 1             | 9             | 14 180                   |                      | 17         | 9          | 4          |
| 2020                                                                            | 150 000              | 175 000   | 85.7           | 9          | 1             | 8             | 16 666                   |                      | 15         | 10         | 4          |
| 2022                                                                            | 155 000              | 182 000   | 85.2           | 10         | 1             | 9             | 15 500                   |                      | 9          | 10         | 4          |
| Fuente: Catholic-Hierarchy, que a su vez toma los datos del Anuario Pontificio. |                      |           |                |            |               |               |                          |                      |            |            |            |

## Episcopologio
- Argimiro Álvaro García Rodríguez, O.F.M.Cap. † (19 de diciembre de 1955-25 de noviembre de 1985 retirado)
- Felipe González González, O.F.M.Cap. (25 de noviembre de 1985-26 de mayo de 2014 nombrado vicario apostólico de Caroní)
- Ernesto José Romero Rivas, O.F.M.Cap., desde el 7 de abril de 2015